# Ernesto Teodoro Moneta
Ernesto Teodoro Moneta (Milán, 20 de septiembre de 1833-Siria, 10 de febrero de 1918) fue un periodista militante pacifista italiano distinguido con el Premio Nobel de la Paz en 1907.
«Quizás no está lejos el día en el que todos los pueblos, olvidando los antiguos odios, se reúnan bajo la bandera de la fraternidad universal y, dejando todas las disputas, cultiven entre ellos relaciones absolutamente pacíficas, como el comercio y las actividades industriales, estrechando sólidos lazos. Nosotros esperamos ese día...». Estas fueron las palabras que pronunció en uno de los congresos en los que participó tras la adhesión a las ideas pacifistas que empezaban a surgir entre el final del siglo XIX y principios del siglo XX.
Moneta, antiguo patriota y periodista, había participado en las «cinco jornadas de Milán» —sublevación contra los austríacos— y fue garibaldino; dirigió desde 1867 el periódico Il Secolo, seguidor de las ideas y valores garibaldinos y radicales. En 1887 contribuyó en la fundación de la Unión Lombarda para la Paz y el Arbitraje.
En su ciudad natal, Milán, hay un monumento en su memoria con esta inscripción: «Ernesto Teodoro Moneta - Garibaldino - Pensador - Publicista - Apóstol de la paz entre gente libre».